# Dianthus aytachii
Dianthus aytachii là loài thực vật có hoa thuộc họ Cẩm chướng. Loài này được C.Vural mô tả khoa học đầu tiên năm 2008.